# Іллічєвка (Октябрський район)
Іллічєвка — хутір в Октябрському районі Ростовської області. Входить до складу Алексєєвського сільського поселення. Населення — 1435 осіб (2010 рік).

## Географія

### Вулиці
- вул. Абрикосова,
- вул. Залізнична,
- вул. Зарічна,
- вул. Цегельний завод,
- вул. Красноармійська,
- вул. Молодіжна,
- вул. Перемоги Революції,
- вул. Садова,
- вул. Соціалістична,
- вул. Цілинна.